# Eremoplana infelix
Eremoplana infelix är en bönsyrseart som beskrevs av Boris Petrovich Uvarov 1924. Eremoplana infelix ingår i släktet Eremoplana och familjen Mantidae. Inga underarter finns listade i Catalogue of Life.